# Tenuacia rubera
Tenuacia rubera är en insektsart som beskrevs av Delong 1977. Tenuacia rubera ingår i släktet Tenuacia och familjen dvärgstritar. Inga underarter finns listade i Catalogue of Life.